# Smoke Creek (Niagara River)
Der Smoke Creek (auch Da-deo-da-na-suk-to, Smoke’s Creek oder Smokes Creek genannt) ist ein kleiner Fluss im Erie County, im US-Bundesstaat New York, in den Vereinigten Staaten. Er entspringt südwestlich von East Aurora und mündet in Lackawanna, in den Eriesee. Die Höhe über dem Meeresspiegel beträgt 174 Meter. Ein linker Zufluss ist der South Branch Smoke Creek. 
Das Einzugsgebiet des Smoke Creek misst etwa 85 Quadratkilometer (33 Quadratmeilen).